# In aller Freundschaft – Die Krankenschwestern
In aller Freundschaft – Die Krankenschwestern ist eine deutsche Krankenhausserie. Sie ist ein Ableger der Serien In aller Freundschaft und In aller Freundschaft – Die jungen Ärzte.
Die ersten acht Episoden wurden vom 1. November bis 20. Dezember 2018 im Ersten ausgestrahlt. Bereits im Januar 2019 stand fest, dass es eine Fortsetzung der Serie geben werde. Die Dreharbeiten dazu begannen im September 2019. Die Ausstrahlung der zweiten Staffel sollte ursprünglich ab dem 16. April 2020 erfolgen. Aufgrund der COVID-19-Pandemie in Deutschland kam es aber erst am 25. Februar 2021 zur Ausstrahlung der ersten Episode der 2. Staffel im Ersten. Am 29. Oktober 2021 wurde die Einstellung der Serie bekannt gegeben.

## Hintergrund
Zum 20. Geburtstag von In aller Freundschaft kündigte der Mitteldeutsche Rundfunk an, dass nach In aller Freundschaft – Die jungen Ärzte mit Die Krankenschwestern ein weiteres Spin-off folgen soll. Dafür pausierte die Ausstrahlung von In aller Freundschaft – Die jungen Ärzte für einen Zeitraum von acht Wochen. Wie auch die Mutterserie werden Die Krankenschwestern von der Saxonia Media Filmproduktion produziert. Eingeführt wurde in die Serie durch Backdoor-Pilots sowohl in In aller Freundschaft (durch die Rolle der Alexandra „Alex“ Lundqvist) als auch in In aller Freundschaft – Die jungen Ärzte (durch die Rollen von Louisa Neukamm, Jasmin Hatem und Fiete Petersen).
In Episode 828 von In aller Freundschaft (Zukunftsklänge) besucht Alexandra Lundqvist, Oberschwester des Volkmann-Klinikums, ihre alte Freundin Arzu Ritter, um sie zu fragen, ob sie sich vorstellen könne, die neuen Krankenschwestern und -pfleger als Dozentin zu unterrichten. Arzu Ritter sagt zu und fungiert fortan als Dozentin am Volkmann-Klinikum in Halle (Saale).
In Episode 161 von In aller Freundschaft – Die jungen Ärzte erleiden Louisa Neukamm und Jasmin Hatem einen Autounfall und leisten Erste Hilfe beim Unfallverursacher. Da sich Jasmin verletzt hat, fahren beide auch ins Johannes-Thal-Klinikum, um sich untersuchen zu lassen. Die beiden sind frustriert, als Dr. Niklas Ahrend ihnen mitteilt, dass Jasmin eine Nacht in der Klinik bleiben muss. Denn die beiden müssten am nächsten Tag zum Gesundheitscheck in Halle (Saale) sein, damit sie ihre Ausbildung pünktlich anfangen können. Den Gesundheitscheck können die beiden dank der Hilfe von Dr. Elias Bähr auch am Johannes-Thal-Klinikum durchführen lassen. Als Fiete Petersen auf Jasmin und Louisa trifft, entschließt er sich, auch Krankenpfleger werden zu wollen. Obwohl die Anmeldefrist für das nächste Ausbildungsjahr abgelaufen ist, gelingt es ihm doch noch die Ausbildung anfangen zu können.
In den Jahren 2022 bis 2024 setzte Leslie-Vanessa Lill ihre Rolle Jasmin Hatem als Nebenrolle in der Mutterserie In aller Freundschaft fort.

## Produktion
Die Außenaufnahmen des Krankenhauses entstanden auf dem Weinberg-Campus, einem Wissenschafts-, Forschungs- und Wirtschaftsstandort in Halle. Gedreht wurde am TGZ 3 (Technologie und Gründungszentrum) und vor dem dortigen Fraunhofer-Institut. Die Innenaufnahmen wurden in der ehemaligen Uni-Klinik für Orthopädie an der Magdeburger Straße, einem denkmalgeschützten Gebäude, produziert. Die Aufnahmen aus dem Schwesternwohnheim entstanden im Boardinghaus-Komplex, welcher ebenfalls auf dem Weinberg-Campus gelegen ist.

## Inhalt
Die Serie handelt von einer Gruppe Auszubildender des fiktiven Volkmann-Klinikums in Halle (Saale). Die bereits aus In aller Freundschaft bekannte Oberschwester Arzu Ritter aus der Leipziger Sachsenklinik steht dem angehenden Pflegepersonal dabei als Dozentin zur Seite. Auch die Ärzte Dr. Matteo Moreau,  Dr. Elias Bähr, Dr. Niklas Ahrend, Julia Berger, Ben Ahlbeck und Dr. Emma Jahn  aus In aller Freundschaft – Die jungen Ärzte sowie Pfleger Kris Haas aus In aller Freundschaft treten in der Serie auf.

## Hauptcharaktere

### Louisa Neukamm
Louisa Neukamm ist die Tochter von Susanne und Karl Neukamm. Zu Beginn der Serie beginnt sie ihre Ausbildung zur Krankenschwester mit ihrer besten Freundin Jasmin und Kumpel Fiete am Volkmann-Klinikum. Louisa ist Idealistin und gegenüber den Patienten sehr vorsichtig, aber auch sehr fürsorglich. Sie muss immer erst alles gründlich durchdenken. Johannes Teuber ist ihr fester Freund. In der Nacht vor ihrem ersten Dienst hat Louisa einen One-Night-Stand mit Darius Korschin, der, wie sich später herausstellt, ihr Ausbilder ist. Fortan steht Louisa zwischen zwei Männern. Schnell entscheidet sie sich, Johannes die Wahrheit über sich und Darius zu erzählen und um ihre Beziehung zu kämpfen. Als Johannes sich schließlich dafür entscheidet, die Beziehung fortzusetzen, ist es Louisa, die Schluss macht und mit Darius anbändelt. Zwischen der ersten und zweiten Staffel haben sich Louisa und Darius getrennt. Während Jasmin Praktika in vielen anderen Kliniken gemacht hat, ist zu Beginn der zweiten Staffel Maxi Bloch die neue beste Freundin von Louisa. Bei einem Besuch ihrer Eltern erfährt Louisa, dass diese sich getrennt haben und sich scheiden lassen wollen.

### Jasmin Hatem
Jasmin Hatem ist die beste Freundin von Louisa und beginnt mit ihr und Kumpel Fiete zu Beginn der Serie die Ausbildung zur Krankenschwester am Volkmann-Klinikum. Jasmins Mutter Rahma war ebenfalls Krankenschwester und hat mit Oberschwester Alexandra zusammengearbeitet. Sie ist inzwischen verstorben. Jasmin hat außerdem einen jüngeren Bruder namens Sami. Ihr Selbstbewusstsein ist stark ausgeprägt und mit ihrer offenen und direkten, aber auch herzlichen Art, schießt sie hin und wieder übers Ziel hinaus und eckt mit der Oberschwester an. Jasmin versucht, eine Freundin für Fiete zu finden und meldet ihn in einem Datingportal an, dabei entwickelt sie selber Gefühle für ihn. Im Staffelfinale der ersten Staffel kommt es zu einem Kuss zwischen ihr und Fiete. Zwischen der ersten und zweiten Staffel hat Jasmin Praktika in vielen anderen Kliniken absolviert, unter anderem auch in der Sachsenklinik, wo sie Kris Haas kennen gelernt hat. Auch zwischen Jasmin und Kris kam es zu einem Kuss. Als Kris Jasmin im Volkmann-Klinikum besucht, kommt es zu einem erneuten Kuss. Jasmin macht aber schließlich Kris klar, dass sie keine Beziehung am Arbeitsplatz möchte. Auch eine Beziehung mit Fiete, der immer noch verliebt ist in sie, lässt sie nicht zu. Als Jasmins Bruder Sami in der Klinik auftaucht, macht sie sich große Sorgen um ihn. Jasmin ist ihrem Bruder gegenüber streng, hinter dieser Fassade liebt sie Sami aber über alles.

### Fiete Petersen
Fiete Petersen startet zu Beginn der Serie seine Ausbildung als Krankenpfleger am Volkmann-Klinikum, zusammen mit Louisa und Jasmin. Sein Cousin ist Dr. Elias Bähr aus dem Johannes-Thal-Klinikum. Fiete ist schüchtern und zurückhaltend und versucht, es immer allen recht zu machen. Durch seine Gutmütigkeit lässt er sich gelegentlich von seinen Kollegen ausnutzen. Er sieht gut aus und ist bei den jüngeren Patientinnen sehr beliebt. Schließlich kommt es im Staffelfinale der ersten Staffel zu einem Kuss zwischen ihm und Jasmin. Als Jasmin in der zweiten Staffel zurückkommt, ist Fiete immer noch bis über beide Ohren in sie verliebt und versucht, sie für sich zu gewinnen. Doch muss er feststellen, dass Jasmin keine Liebe am Arbeitsplatz möchte.

### Ramona „Mo“ Unruh
Ramona „Mo“ Unruh kommt zu Beginn der Serie ins zweite Lehrjahr und ist die beste Freundin von Kiran. Mo hat ein dunkles Geheimnis: Sie ist sehr jung Mutter geworden und hat das Baby im Rahmen einer kalten Adoption weggegeben. Es vergeht jedoch kein Tag, an dem sie nicht an ihre Tochter Kiki denkt. Plötzlich steht Sophie Witte vor ihr und gibt sich als Kikis Adoptivmutter zu erkennen. Kiki ist krank und braucht dringend eine Leberspende. Sophie versucht, Mo als Spenderin zu gewinnen, doch die läuft weg und möchte davon nichts hören. Es dauert jedoch nicht lange, bis ihre Freunde und Kollegen hinter ihr Geheimnis kommen und sie schließlich von der Spende überzeugen. Auch drängt sich die Frage auf, ob sie Kiki die Wahrheit erzählen soll, was sich schließlich erübrigt, als Kiki zufällig ein Gespräch zwischen Jasmin und Kiran mithört. Zukünftig soll Kiki einen festen Platz in ihrem Leben bekommen. In der zweiten Staffel taucht Mo nicht mehr auf.

### Kiran Petrescu
Kiran Petrescu ist zu Beginn der Serie Krankenpfleger im zweiten Lehrjahr und der beste Freund von Mo. Kiran kommt aus einer Ärztefamilie, sowohl seine Eltern als auch sein Bruder sind Ärzte. Daher meint Kiran, dass er auch unbedingt Arzt werden muss, obwohl er eigentlich mit Leib und Seele Krankenpfleger ist. Kiran setzt sich selber so unter Druck, dass er kurz davorsteht, seine Ausbildung zu vergeigen. Schließlich ist es Mo, die ihm die Augen öffnet und ihn wieder auf den richtigen Weg bringt. In der zweiten Staffel taucht Kiran nicht mehr auf.

### Darius Korschin
Darius Korschin ist Krankenpfleger und Ausbilder am Volkmann-Klinikum. Zu Beginn der Serie hat er einen One-Night-Stand mit Louisa Neukamm, die, wie sich später herausstellt, eine seiner neuen Schwesternschülerinnen ist. Daher kommt eine Beziehung für ihn auch erst nicht in Frage, doch es dauert nicht lange, bis ihm klar wird, dass er sich verliebt hat. Nachdem Louisa mit ihrem Freund gebrochen hat, werden die beiden ein Paar. Doch dann wird Darius wieder klar, dass er nicht Ausbilder und Freund sein kann und möchte an ein anderes Klinikum wechseln. Durch Oberschwester Alexandra wird ihm dann aber klar, dass es auch ausreicht, wenn er den Bereich wechselt und so wird er OP-Assistent. In der zweiten Staffel taucht Darius nicht mehr auf.

### Alexandra „Alex“ Lundqvist
Alexandra „Alex“ Lundqvist ist die Oberschwester am Volkmann-Klinikum. Alexandra ist verheiratet, aber getrennt lebend. Sie hat mit Arzu Ritter ihre Ausbildung gemacht und ist gut mit dieser befreundet. Alexandra ist fürsorglich, aber auch streng. Manchmal ist sie vielleicht auch zu streng und wird durch Arzu gebremst und besänftigt. Als in der zweiten Staffel ihr Ehemann Lucas Salgado wieder auftaucht, behagt ihr das gar nicht. Nach einer Fehlgeburt hatte er sie einfach hängen lassen und war nach Brasilien geflohen. Doch nun heuert er in ihrer Klinik an. Wider Erwarten kommen sich die beiden doch wieder näher und es kommt zu einem One-Night-Stand, was nicht ohne Folgen bleibt. Alexandra ist schwanger und möchte das Kind alleine großziehen und von Lucas nichts mehr wissen. Doch der lässt diesmal nicht locker, bis Alexandra einwilligt, dass er am Leben des Kindes teilhaben darf.

### Arzu Ritter
Arzu Ritter ist Oberschwester und Hebamme in der Sachsenklinik und als Dozentin am Volkmann-Klinikum beschäftigt. Sie ist verheiratet und Mutter von drei Kindern. Für sie ist es ein täglicher Kampf, Kinder und Beruf unter einen Hut zu bekommen. Sie hat mit Alexandra die Ausbildung gemacht und ist gut mit ihr befreundet. Manchmal muss sie Alexandra bremsen, wenn sie wieder zu streng und penibel ist. Arzu ist Krankenschwester mit Leib und Seele und hat immer ein offenes Ohr für ihre Mitarbeiter. Auch als Dozentin ist sie stets bemüht, dass keiner den Anschluss verliert.

### Maxime „Maxi“ Bloch
Maxime „Maxi“ Bloch ist ab der zweiten Staffel Krankenschwester am Volkmann-Klinikum. Sie versteht sich hervorragend mit Louisa und schnell werden die beiden beste Freundinnen. Maxi ist eine Powerfrau, sehr sportlich und immer in Bewegung. Sie ist aufgedreht und herzlich. Maxi leidet sehr darunter, dass ihre Eltern sich kaum für sie interessieren. Als sie zusammenbricht und die Ärzte lange nicht wissen, was der Grund dafür ist, fällt es ihr schwer, die Ungewissheit und das Nichtstun zu ertragen. Zum Glück ist Louisa in diesen schweren Stunden für sie da und gibt ihr Kraft.

### Erik Kolbeck
Erik Kolbeck ist ab der zweiten Staffel Krankenpfleger und Hygienebeauftragter des Volkmann-Klinikums. Erik ist sehr distanziert und schweigsam. Er ist auf sich und seine Arbeit fokussiert. Seiner Arbeit geht er stets mit einer fast krankhaften Genauigkeit nach. Er ist zuverlässig und pflichtbewusst.

### Lucas Salgado
Lucas Salgado ist der Ehemann von Alexandra Lundqvist und hat drei Jahre in Brasilien gelebt. In der zweiten Staffel kommt er zurück nach Halle und heuert im Volkmann-Klinikum an, denn er ist gelernter Krankenpfleger. Er ist genau wie Alexandra gut mit Arzu befreundet. Er ist ein Chaot, der schnelle Entscheidungen trifft, aber leider nicht immer die richtigen. Nach einer Fehlgeburt hatte er Alexandra sitzen lassen und war nach Brasilien geflohen. Doch nun möchte er seine Frau zurückgewinnen. Nach einem One-Night-Stand wird Alexandra schwanger und diesmal möchte Lucas für sie und das ungeborene Kind da sein. Zuerst weist Alexandra ihn zwar zurück, schließlich lässt sie sich aber darauf ein, dass Lucas am Leben des Kindes teilhaben darf.

## Besetzung

### Hauptdarsteller
| Schauspieler         | Rolle                      | Episoden | Zeitraum  | Bemerkungen |
| -------------------- | -------------------------- | -------- | --------- | --- |
| Leslie-Vanessa Lill  | Jasmin Hatem               | 1–16     | 2018–2021 | Krankenschwester in Ausbildung im zweiten Jahr Tochter von Rahma, Schwester von Sami, Kuss mit Fiete und Kris                                                                       |
| Llewellyn Reichman   | Louisa Neukamm             | 1–16     | 2018–2021 | Krankenschwester in Ausbildung im zweiten Jahr Tochter von Susanne und Karl, Ex-Freundin von Johannes und Darius                                                                    |
| Adrian R. Gössel     | Fiete Petersen             | 1–16     | 2018–2021 | Krankenpfleger in Ausbildung im zweiten Jahr Cousin von Dr. Elias Bähr, Kuss mit Jasmin                                                                                             |
| Friederike Linke     | Alexandra „Alex“ Lundqvist | 1–16     | 2018–2021 | Oberschwester getrenntlebende Ehefrau von Lucas, hat ein Kind verloren, ist schwanger                                                                                               |
| Jaëla Carlina Probst | Ramona „Mo“ Unruh          | 1–8      | 2018      | Krankenschwester in Ausbildung im zweiten Jahr Leibliche Mutter von Kiki |
| Daniel Rodic         | Kiran Petrescu             | 1–8      | 2018      | Krankenpfleger in Ausbildung im zweiten Jahr |
| Moritz Otto          | Darius Korschin            | 1–8      | 2018      | Krankenpfleger und Ausbilder Ex-Freund von Louisa |
| Arzu Bazman          | Arzu Ritter                | 1–12, 14 | 2018–2021 | Dozentin der Auszubildenden; Oberschwester und Hebamme der chirurgischen Station in der Leipziger Sachsenklinik Ehefrau von Dr. Philipp Brentano, Mutter von Oskar, Max und Pauline |
| Leonie Rainer        | Maxime „Maxi“ Bloch        | 9–16     | 2021      | Krankenpflegerin |
| Eric Bouwer          | Erik Kolbeck               | 9–16     | 2021      | Krankenpfleger und Hygienebeauftrager |
| Nils Brunkhorst      | Lucas Salgado              | 10–16    | 2021      | Krankenpfleger getrenntlebender Ehemann von Alexandra, hat ein Kind verloren, ist werdender Vater                                                                                   |

### Nebendarsteller
| Schauspieler      | Rolle           | Episoden | Zeitraum | Bemerkungen                                         |
| ----------------- | --------------- | -------- | -------- | --------------------------------------------------- |
| Karl Schaper      | Johannes Teuber | 2, 5     | 2018     | Ex-Freund von Louisa                                |
| Anais Sterneckert | Kiki Witte      | 3, 5, 7  | 2018     | leibliche Tochter von Mo, Adoptivtochter von Sophie |
| Anja Schneider    | Sophie Witte    | 3, 5, 7  | 2018     | Adoptivmutter von Kiki                              |
| Birgit Würz       | Susanne Neukamm | 13       | 2021     | noch Ehefrau von Karl, Mutter von Louisa            |
| Jens Schäfer      | Karl Neukamm    | 13       | 2021     | noch Ehemann von Susanne, Vater von Louisa          |
| Uğur Ekeroğlu     | Sami Hatem      | 16       | 2021     | Bruder von Jasmin                                   |

## Gastdarsteller

### Gastdarsteller ausIn aller Freundschaft – Die jungen Ärzte
| Schauspieler   | Rolle                  | Episoden | Zeitraum | Bemerkungen                                                                               |
| -------------- | ---------------------- | -------- | -------- | ----------------------------------------------------------------------------------------- |
| Stefan Ruppe   | Dr. Elias Bähr         | 1–2, 6   | 2018     | Facharzt der Allgemeinchirurgie des Erfurter Johannes-Thal-Klinikums Cousin von Fiete     |
| Stefan Ruppe   | Dr. Elias Bähr         | 9        | 2021     | Facharzt der Allgemeinchirurgie des Erfurter Johannes-Thal-Klinikums Cousin von Fiete     |
| Mike Adler     | Dr. Matteo Moreau      | 4        | 2018     | Oberarzt der Plastischen Chirurgie und Handchirurgie des Erfurter Johannes-Thal-Klinikums |
| Mike Adler     | Dr. Matteo Moreau      | 9        | 2021     | Oberarzt der Plastischen Chirurgie und Handchirurgie des Erfurter Johannes-Thal-Klinikums |
| Roy Peter Link | Dr. Niklas Ahrend      | 8        | 2018     | Oberarzt der Gynäkologie und Chirurgie des Erfurter Johannes-Thal-Klinikums               |
| Mirka Pigulla  | Julia Berger           | 10       | 2021     | Fachärztin der Allgemeinchirurgie des Erfurter Johannes-Thal-Klinikums                    |
| Philipp Danne  | Benjamin „Ben“ Ahlbeck | 14–15    | 2021     | Assistenzarzt der Allgemeinchirurgie des Erfurter Johannes-Thal-Klinikums                 |
| Elisa Agbaglah | Dr. Emma Jahn          | 14       | 2021     | Assistenzärztin des Erfurter Johannes-Thal-Klinikums                                      |

### Gastdarsteller ausIn aller Freundschaft
| Schauspieler | Rolle                   | Episoden | Zeitraum | Bemerkungen |
| ------------ | ----------------------- | -------- | -------- | --- |
| Jascha Rust  | Christopher „Kris“ Haas | 12       | 2021     | Gesundheits- und Krankenpfleger der chirurgischen Station und Sanitäter der Leipziger Sachsenklinik Kuss mit Jasmin |

## Episoden

### Staffel 1
| Nr. (ges.) | Nr. (St.) | Originaltitel          | Erstausstrahlung D | Regie               | Drehbuch                                                                | Zuschauer | Marktanteil |
| ---------- | --------- | ---------------------- | ------------------ | ------------------- | ----------------------------------------------------------------------- | --------- | ----------- |
| 1          | 1         | Ins kalte Wasser       | 1. Nov. 2018       | Micaela Zschieschow | Kerstin Höckel, Marie-Louisa Weber                                      | 2,52 Mio. | 9,5 %       |
| 2          | 2         | Drei Freunde           | 8. Nov. 2018       | Micaela Zschieschow | Eckhardt Wolff, Ben Zwanzig                                             | 2,34 Mio. | 9,5 %       |
| 3          | 3         | Gebrochene Herzen      | 15. Nov. 2018      | Micaela Zschieschow | Kerstin Höckel, Marie-Louisa Weber, Eckhardt Wolff                      | 2,18 Mio. | 8,9 %       |
| 4          | 4         | Verbotene Küsse        | 22. Nov. 2018      | Micaela Zschieschow | Kerstin Höckel, Marie-Louisa Weber, Eckhardt Wolff                      | 2,00 Mio. | 8,0 %       |
| 5          | 5         | Lügen und Geständnisse | 29. Nov. 2018      | Andi Niessner       | Günter Overmann                                                         | 1,91 Mio. | 7,8 %       |
| 6          | 6         | Erste Hilfe            | 6. Dez. 2018       | Andi Niessner       | Marie-Louisa Weber, Ben Zwanzig, Gerd Lurz, Peter Ackermann-Laubenstein | 1,80 Mio. | 7,5 %       |
| 7          | 7         | Vertrauen              | 13. Dez. 2018      | Andi Niessner       | Marie-Louisa Weber, Kerstin Höckel, Eckhard Wolff                       | 1,95 Mio. | 8,1 %       |
| 8          | 8         | Ganz oder gar nicht    | 20. Dez. 2018      | Andi Niessner       | Marie-Louisa Weber, Ben Zwanzig, Kerstin Höckel, Eckhard Wolff          | 1,78 Mio. | 7,4 %       |

### Staffel 2
| Nr. (ges.) | Nr. (St.) | Originaltitel           | Erstausstrahlung D | Regie           | Drehbuch                                            | Zuschauer | Marktanteil |
| ---------- | --------- | ----------------------- | ------------------ | --------------- | --------------------------------------------------- | --------- | ----------- |
| 9          | 1         | Der Druck steigt        | 25. Feb. 2021      | Daniel Anderson | Marie-Louisa Weber                                  | 2,00 Mio. | 7,6 %       |
| 10         | 2         | Glücklich – Unglücklich | 4. März 2021       | Daniel Anderson | Marie-Louisa Weber, Eckhard Wolff, Ben Zwanzig      | 2,22 Mio. | 8,2 %       |
| 11         | 3         | Zurück ins Leben        | 11. März 2021      | Daniel Anderson | Eckhard Wolff                                       | 2,17 Mio. | 8,4 %       |
| 12         | 4         | Todesangst              | 18. März 2021      | Daniel Anderson | Marie-Louisa Weber, Georg Malcovati, Felicitas Korn | 2,00 Mio. | 7,7 %       |
| 13         | 5         | In der Familie          | 25. März 2021      | Franziska Jahn  | Ben Zwanzig                                         | 1,98 Mio. | 7,8 %       |
| 14         | 6         | Plötzlich Mama          | 1. Apr. 2021       | Franziska Jahn  | Marie-Louisa Weber                                  | 1,72 Mio. | 8,0 %       |
| 15         | 7         | Die goldene Mitte       | 8. Apr. 2021       | Franziska Jahn  | Karolina Dombrowski, Barry Thomson                  | 1,89 Mio. | 7,7 %       |
| 16         | 8         | Entscheidungen          | 15. Apr. 2021      | Franziska Jahn  | Marie-Louisa Weber, Eckhard Wolff, Ben Zwanzig      | 1,86 Mio. | 7,6 %       |

## Rezeption

### Kritiken
„Der jüngste Ableger der ARD-Telenovela ‚In aller Freundschaft‘ wirkt in seiner Figurenkonstellation stark konstruiert, schafft es aber trotzdem, Charme zu versprühen.“

### Einschaltquoten
„Der Plan war klar skizziert: Mit einer weiteren Serie aus der «In aller Freundschaft»-Welt sollten «Die jungen Ärzte», die bisher allein am Donnerstagvorabend um 18.50 Uhr unterwegs waren, ein wenig entlastet werden. Um die 40 Episoden wurden von dem Format, das in Erfurt spielt, pro Jahr gedreht. Mehr sind nicht möglich, sodass Das Erste immer auch mit einigen Wiederholungen arbeiten musste. Jetzt könnte man die zwei, zweieinhalb Monate mit neuen Geschichten überbrücken. Doch «In aller Freundschaft – Die Krankenschwestern» kam nicht an die starken Werte des eigentlichen Hauptakteurs auf dem Sendeplatz heran.“